# Bad Boy Bubby
Bad Boy Bubby è un film del 1993 diretto da Rolf de Heer.

## Trama
Bubby è un bambino imprigionato nel corpo di un uomo trentacinquenne. Nel corso della sua esistenza non è mai uscito di casa perché l'oppressiva e squilibrata madre lo ha convinto che l'aria del mondo esterno è avvelenata. Essendo rinchiuso nelle quattro mura domestiche sporche e fatiscenti, non ha cognizione di cosa significhi vivere: non parla quasi mai (anche perché, tra l'altro, ha un bagaglio lessicale scarsissimo), si nutre solamente di latte con pane e zucchero e, spesso seviziato pesantemente dalla madre, vegeta nel più completo isolamento.
Non essendo in grado di ribellarsi a questo trattamento, sfoga tutte le sue frustrazioni su un povero gatto che gli fa compagnia. Inoltre la madre lo abitua ad avere con lei rapporti sessuali incestuosi; ciò però non dispiace a Bubby, dato che la cosa che più gli piace fare al mondo è palpare il cascante, floscio e abbondantissimo seno dell'obesa genitrice: queste esperienze gli faranno germogliare una passione feticista, destinata a durare tutta la vita, per le mammelle enormi. L'improvviso ritorno a casa di suo padre Pop, che gode in maniera monopolistica delle grazie della madre, fa scattare nella mente di Bubby una sorta di primordiale autocoscienza: ecco quindi che il rocambolesco omicidio dei genitori diventa per lui il primo passo verso la libertà.

## Produzione
Durante il film, che è stato girato in Australia in ordine cronologico tra il novembre 1992 e il gennaio 1993, si sono alternati 32 diversi direttori della fotografia, uno per ogni location, questo è servito a dare un impatto più sperimentale al film.

## Distribuzione
Presentato in anteprima alla Mostra di Venezia nel settembre 1993, fu distribuito in Australia e negli altri paesi a partire dall'anno successivo.

## Analisi
Il film contiene moltissime metafore e allegorie:
- lo squallido appartamento in cui Bubby era recluso è una rappresentazione delle caverne di Platone;
- l'intera vicenda del protagonista sembra la messa in scena della maturazione di un bimbo (ad esempio il linguaggio che, dopo una iniziale "copia" di quello adulto, va via via arricchendosi e personalizzandosi) con tanto di complesso edipico verso la madre;
- le soverchierie inflitte dai genitori di Angel e Bubby ai loro figli testimoniano la violenza domestica sui bambini;
- il nome del padre di Bubby ("Pop", nomignolo con cui in Australia sono conosciuti i preti) e alcune bestemmie pronunciate dall'uomo sono indici di un crescente anticlericalismo: dato che il papà era molto religioso e la madre a volte lo maltrattava in nome di Gesù, evidentemente Dio è corresponsabile della vita miserabile che egli aveva vissuto; da qui l'esclamazione di Bubby "Fuck Off God".

## Riconoscimenti
- 1993 - Mostra internazionale d'arte cinematografica di Venezia
  - Leone d'Argento - Gran premio della giuria
  - Premio FIPRESCI
  - Nomination per il Leone d'Oro al Miglior film
- 1994 - AFI Award
  - Migliore attore a Nicholas Hope
  - Migliore regista a Rolf de Heer
  - Migliore sceneggiatura a Rolf de Heer
  - Miglior Montaggio a Suresh Ayyar
  - Nomination per il Miglior film a Rolf de Heer, Domenico Procacci e Giorgio Draskovic
  - Nomination per il Miglior montaggio a Ian Jones
- 1994 - Golden Space Needle Award
  - Migliore regista a Rolf de Heer
- 1995 - Festival Internacional de Cine de Valencia (Cinema Jove)
  - Audience Award